# سابوگال
شهر سابوگال (به پرتغالی: Sabugal) در سابوگال در کشور پرتغال واقع شده‌است. جمعیت این شهر ۲٬۳۰۰ نفر  است. در تاریخ ۹ دسامبر ۲۰۰۴ به عنوان شهر شناخته شد.